# 통기타

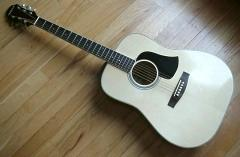
통기타의 대표적 사진

통기타 또는 어쿠스틱 기타(acoustic guitar)는 현악기군에 속하는 악기이다. 현을 뜯으면 현의 진동이 브리지에서 기타 상판 전체로 전달되어 공명한다. 또한 악기의 측면과 후면으로도 전달되어 몸통 내부의 공기를 통해 공명하고, 사운드 홀에서 소리가 발생한다. 이 현악기의 원래 일반적인 용어는 기타이지만, 흔히 스틸 스트링 어쿠스틱 기타 모델을 지칭하는 데 사용되는 레트로님 '어쿠스틱 기타'는 전자 증폭에 의존하는 일렉 기타와 구별하기 위해 사용된다. 일반적으로 기타의 몸통은 사운드박스이며, 상단은 현의 진동음을 증폭시키는 사운드 보드 역할을 한다. 표준 튜닝에서 기타의 6개 현은 (낮은 음에서 높은 음으로) E2 A2 D3 G3 B3 E4로 조율된다.
기타 현은 피크 (플렉트럼) 또는 손가락으로 개별적으로 뜯거나, 스트러밍하여 화음을 연주할 수 있다. 현을 뜯으면 현의 길이, 질량, 장력에 의해 결정되는 기본 음높이로 진동하게 된다. (배음도 존재하며, 기본 음높이의 고조파와 밀접하게 관련되어 있다.) 현은 사운드 보드와 사운드 박스에 둘러싸인 공기를 진동시킨다. 이들은 자체 공명 특성을 가지고 있어, 특정 배음을 다른 배음보다 더 강하게 증폭시켜 결과적인 소리의 음색에 영향을 미친다.

## 역사
기타는 16세기 초 스페인에서 기타라 라티나로부터 유래한 것으로 보인다. 기턴(작은 발현 기타)은 스페인 중세 시대에 류트와 같이 둥근 뒷면을 가진 최초의 작은 기타와 유사한 악기였다. 현대 기타 형태의 악기는 르네상스 시대에 이르러서야 몸통과 크기가 기타와 유사한 모양을 띠기 시작했다.

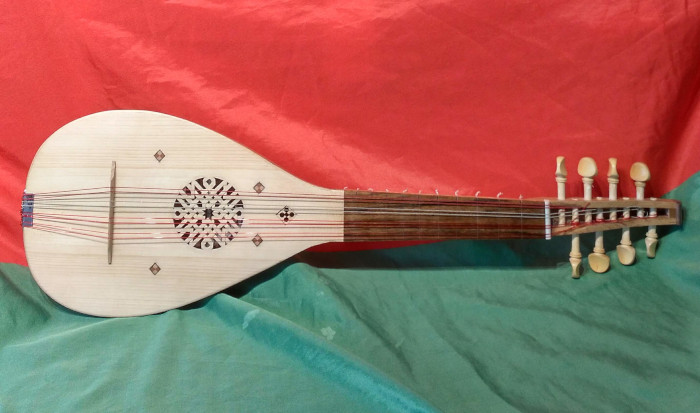
중세 기턴의 재현, 최초의 기타와 유사한 악기

기타와 그 구조와 관련된 초기 현악기는 스페인 음악 문화에서 비우엘라로 널리 알려져 있었다. 비우엘라는 16세기 르네상스 시대에 흔히 볼 수 있었던 현악기였다. 나중에 스페인 작가들은 이 악기들을 두 가지 비우엘라 범주로 구분했다. 비우엘라 데 아르코는 바이올린을 모방한 악기였고, 비우엘라 데 페놀라는 피크나 손으로 연주했다. 손으로 연주할 때는 비우엘라 데 마노로 알려졌다. 비우엘라 데 마노는 르네상스 기타와 극단적인 유사성을 공유했는데, 악기의 사운드 홀 또는 사운드 챔버에서 손 움직임을 사용하여 음악을 만들었다.
1790년경에는 6현 비우엘라 기타(6쌍의 유니슨 튜닝 현)만 제작되었고 스페인에서 사용되는 주요 기타 유형과 모델이 되었다. 대부분의 구형 5현 기타는 여전히 사용되었지만 6현 어쿠스틱 기타로 개조되기도 했다. 페르난도 페란디에레의 저서 아르테 데 토카르 라 기타라 에스파뇰라 포르 무시카(Arte de tocar la Guitarra Española por Música, 마드리드, 1799)는 당시의 표준 스페인 기타를 17개의 프렛과 6개의 현이 있으며, 처음 두 개의 '거트' 현은 유니슨으로 조율되어 테르세라스(terceras)라고 불리고 두 현의 튜닝은 'G'로 명명된 악기로 묘사한다. 이 시기에 어쿠스틱 기타는 현대 어쿠스틱 기타에서 익숙한 모양을 띠기 시작했다. 현의 쌍은 결국 단일 현에 유리하게 덜 흔해졌다.
1850년경, 스페인의 기타 제작자 안토니오 토레스 후라도는 기타 몸통의 크기를 늘리고 비율을 변경하며 18세기 후반 프란시스코 산기노가 만든 기타에서 처음 등장한 팬 브레이싱을 사용하여 현대 기타의 형태와 구조를 확립했다. 브레이싱 패턴은 기타의 상판과 후판이 장력에 의해 무너지지 않도록 고정하는 데 사용되는 내부 나무 보강재의 패턴을 의미하며, 기타 소리에 중요한 요소이다. 토레스의 디자인은 악기의 볼륨, 음색 및 음향 전달력을 크게 향상시켰으며, 이후 본질적으로 변하지 않았다.

## 음향적 특성
어쿠스틱 기타의 사운드 보드, 즉 상판은 기타의 음량에 강한 영향을 미친다. 스프루스와 같이 소리 전달에 좋은 나무는 사운드 보드에 일반적으로 사용된다. 이 과정에서 증폭은 일어나지 않는데, 이는 음악가가 소리의 음량을 증가시키기 위해 외부 에너지를 추가하지 않기 때문이다 (전자 앰프의 경우와 달리). 모든 에너지는 현을 뜯는 것에서 나온다. 그러나 사운드 보드가 없으면 현은 공기를 많이 움직이지 않고 그냥 "가르기"만 할 것이다. 사운드 보드는 기계적 임피던스 매칭이라는 과정을 통해 진동하는 영역의 표면을 증가시킨다. 사운드 보드는 크고 평평하기 때문에 현 단독으로보다 훨씬 쉽게 공기를 움직일 수 있다. 이것은 전체 시스템의 에너지 전달 효율을 증가시키고, 음악가들은 훨씬 더 큰 소리를 낸다.
또한, 어쿠스틱 기타는 속이 빈 몸체를 가지고 있으며, 추가적인 결합 및 공명 효과로 낮은 주파수에서 에너지 전달 효율이 증가한다. 기타 공동 내부의 공기는 현과 사운드 보드의 진동 모드와 공명한다. 상자의 크기에 따라 달라지는 낮은 주파수에서, 공동은 헬름홀츠 공명기처럼 작동하여, 상자 내부의 공기가 현과 동위상으로 움직이는지 아니면 역위상으로 움직이는지에 따라 소리의 볼륨을 다시 증가시키거나 감소시킨다. 동위상일 때는 소리가 약 3데시벨 증가한다. 역위상일 때는 약 3데시벨 감소한다. 헬름홀츠 공명기처럼, 개구부의 공기는 상자 내부의 공기와 동위상 또는 역위상으로 진동하고, 현과도 동위상 또는 역위상으로 진동한다. 이러한 공명 상호 작용은 다른 주파수에서 소리를 감쇠시키거나 증폭시켜 다양한 고조파음을 강화하거나 약화시킨다. 궁극적으로, 공동 공기 진동은 사운드 홀을 통해 외부 공기와 결합된다. 하지만 일부 어쿠스틱 기타 변형은 이 구멍이 없거나, 바이올린족 악기처럼 {\displaystyle f} 구멍을 가지고 있다 (이는 ES-335 및 ES-175 모델과 같은 일부 일렉 기타에서도 발견되는 특징이다). 이 결합은 임피던스 매칭이 완벽하기 때문에 가장 효율적이다. 즉, 공기가 공기를 밀어내는 것이다.
기타는 현에서 사운드 보드로, 사운드 보드에서 공동 공기로, 그리고 사운드 보드와 공동 공기 모두에서 외부 공기로 여러 가지 사운드 결합 모드를 가지고 있다. 기타의 뒷면 또한 공동 내부의 공기와 기타의 나머지 부분에 대한 기계적 결합에 의해 어느 정도 진동한다. 기타는 음향 시스템으로서 고조파를 생성하고 강조하는 방식과 이 에너지를 주변 공기(결국 우리가 음량으로 인지하는 것)로 결합하는 방식에 따라 소리를 착색시킨다. 그러나 결합이 개선되면 현의 에너지가 더 효율적으로 전달되므로 잔향 시간이 감소한다. 솔리드 바디 일렉 기타(사운드 보드가 전혀 없는)는 음량이 매우 낮지만 긴 서스테인을 가지는 경향이 있다.
이러한 모든 복잡한 공기 결합 상호 작용과 패널 자체의 공명 특성은 다양한 기타가 다른 음색 품질을 가지는 주요 이유이다. 소리는 기타의 독특한 소리를 부여하는 고조파의 복합적인 혼합이다.

## 증폭

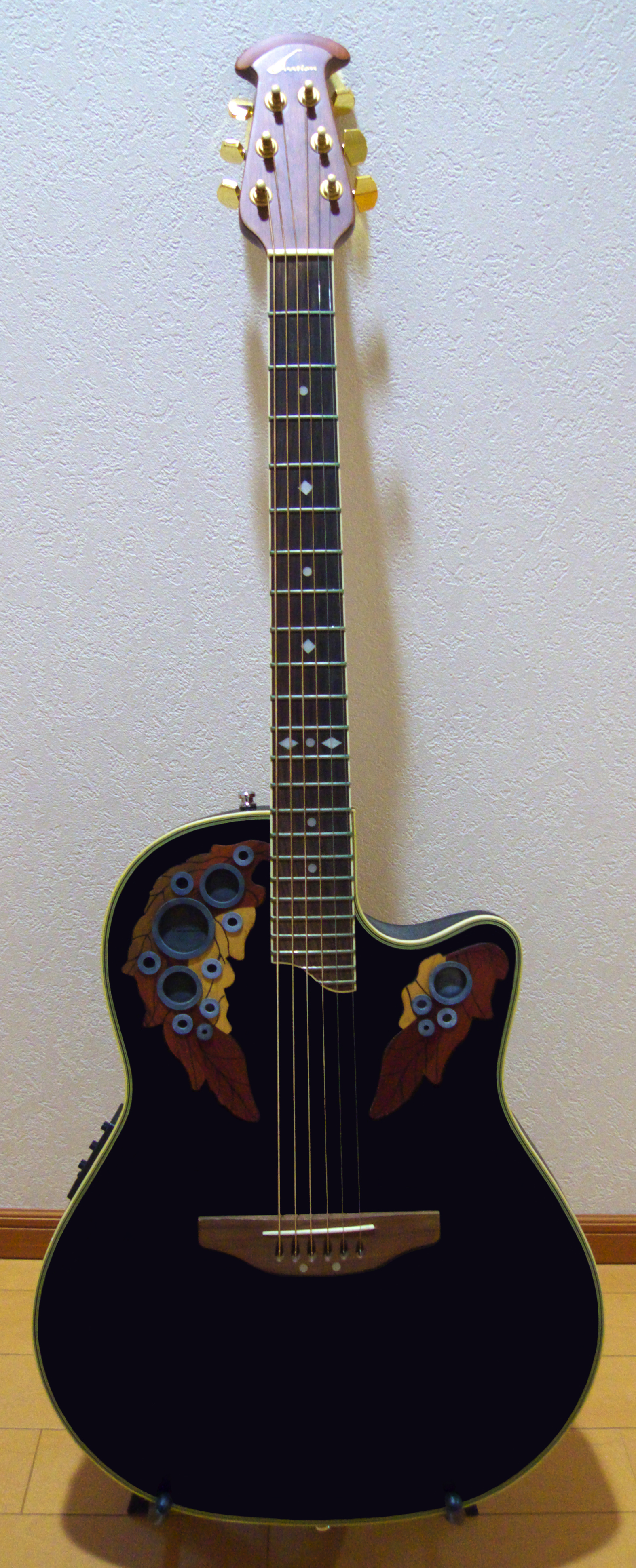
패러볼릭 모양으로 피드백을 줄이는 오베이션 셀러브리티 (사운드 홀 캡이 있는, 오베이션 아다마스와 유사)

클래식 거트 현 기타는 충분한 음향 전달력이 부족하여, 음량을 증가시키는 혁신이 도입되기 전까지는 밴조를 대체할 수 없었다. 두 가지 중요한 혁신은 미국 기업 C.F. 마틴에 의해 도입되었다: 스틸 현과 기타 상판 면적의 증가; 어쿠스틱 연주자들 사이에서 마틴의 더 큰 "드레드노트" 바디 크기의 인기는 더 큰 사운드 볼륨 생성과 관련이 있다. 이러한 혁신은 기타가 이전에 재즈 밴드를 지배했던 밴조와 경쟁하고 종종 대체할 수 있도록 했다. 스틸 현은 넥에 장력을 증가시켰다; 안정성을 위해 마틴은 스틸 트러스 로드로 넥을 보강했는데, 이는 나중에 스틸 현 기타의 표준이 되었다.

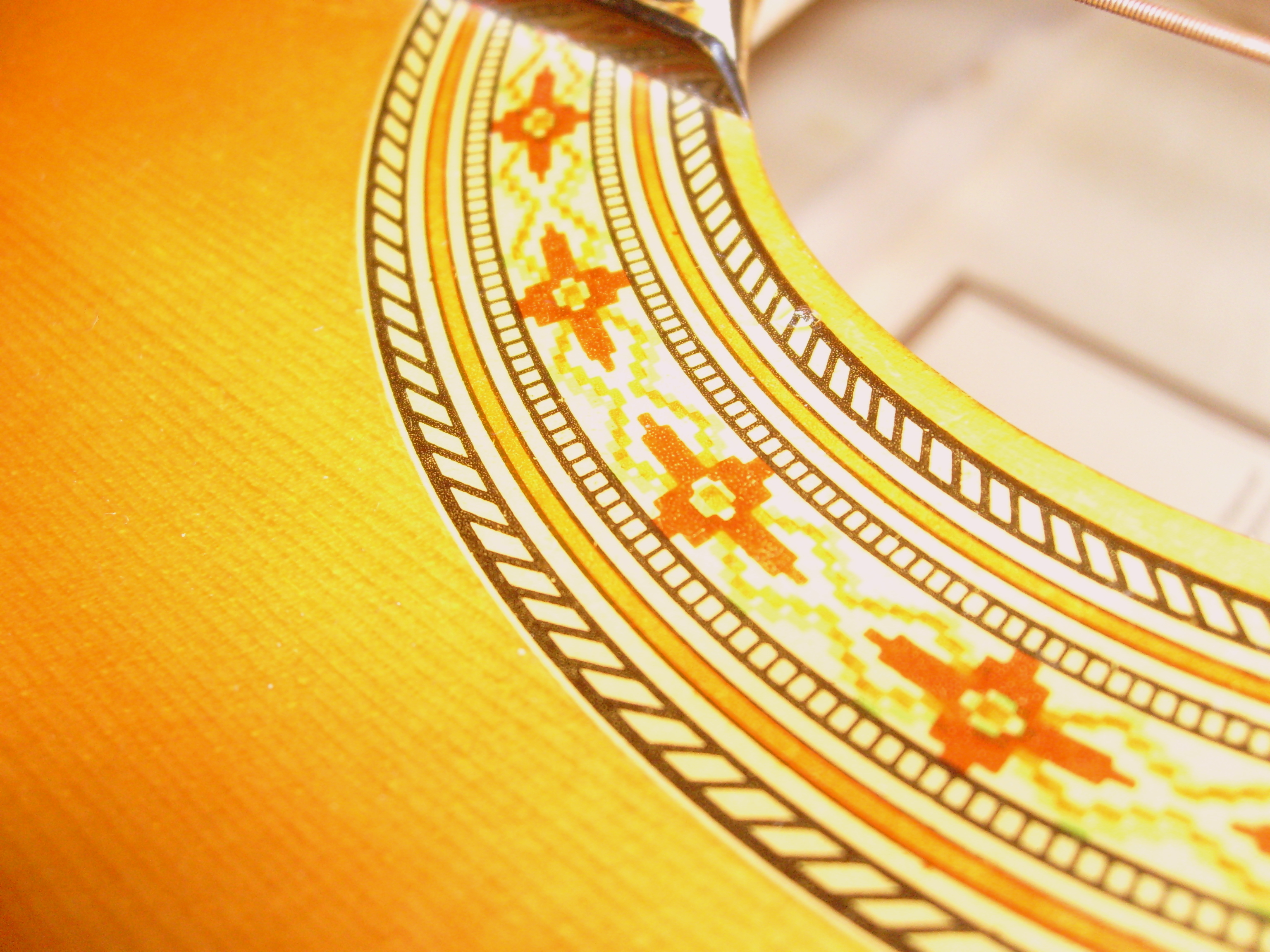
많은 어쿠스틱 기타는 사운드 홀 주변에 로제트를 포함한다.

어쿠스틱 기타는 다양한 유형의 픽업이나 마이크를 사용하여 증폭할 수 있다. 그러나 어쿠스틱 기타의 증폭은 하울링으로 인해 많은 문제가 있었다. 1960년대, 오베이션의 패러볼릭 볼은 피드백을 극적으로 줄여 어쿠스틱 기타의 증폭을 증가시켰다. 1970년대, 오베이션은 아다마스 모델에서 얇은 자작나무 층을 탄소 기반 복합재로 라미네이팅한 더 얇은 사운드 보드를 개발했는데, 이는 어쿠스틱 기타 역사상 가장 급진적인 디자인 중 하나로 여겨져 왔다. 아다마스 모델은 전통적인 사운드 보드의 사운드 홀을 기타의 상부 챔버에 있는 22개의 작은 사운드 홀로 분산시켜 더 큰 볼륨을 내고 증폭 시 피드백을 더욱 줄였다. 피드백을 줄이는 또 다른 방법은 사운드 홀에 고무 또는 플라스틱 디스크를 끼우는 것이다.
어쿠스틱 기타 증폭에 사용되는 가장 일반적인 픽업 유형은 피에조 픽업과 마그네틱 픽업이다. 피에조 픽업은 일반적으로 어쿠스틱 기타의 브리지 새들 아래에 장착되며 믹서나 앰프에 연결할 수 있다. 발드윈(Baldwin)이 제작한 피에조 픽업은 몸통을 뚫어 부착하는 대신 오베이션 기타의 몸통에 통합되었고, 피에조 픽업과 패러볼릭("라운드백") 몸통의 조합은 1970년대 오베이션이 시장에서 성공하는 데 도움이 되었다.
마그네틱 픽업은 어쿠스틱 기타의 사운드 홀에 일반적으로 장착되며, 일렉 기타의 픽업과 유사하다. 전기 증폭을 위한 픽업이 장착된 어쿠스틱 기타를 일렉트릭 어쿠스틱 기타라고 한다.
2000년대에 제조업체들은 이러한 악기의 완전한 소리를 증폭시키기 위해 새로운 유형의 픽업을 도입했다. 여기에는 바디 센서와 내부 마이크, 바디 센서 또는 언더-새들 픽업을 포함하는 시스템이 포함된다.

## 유형

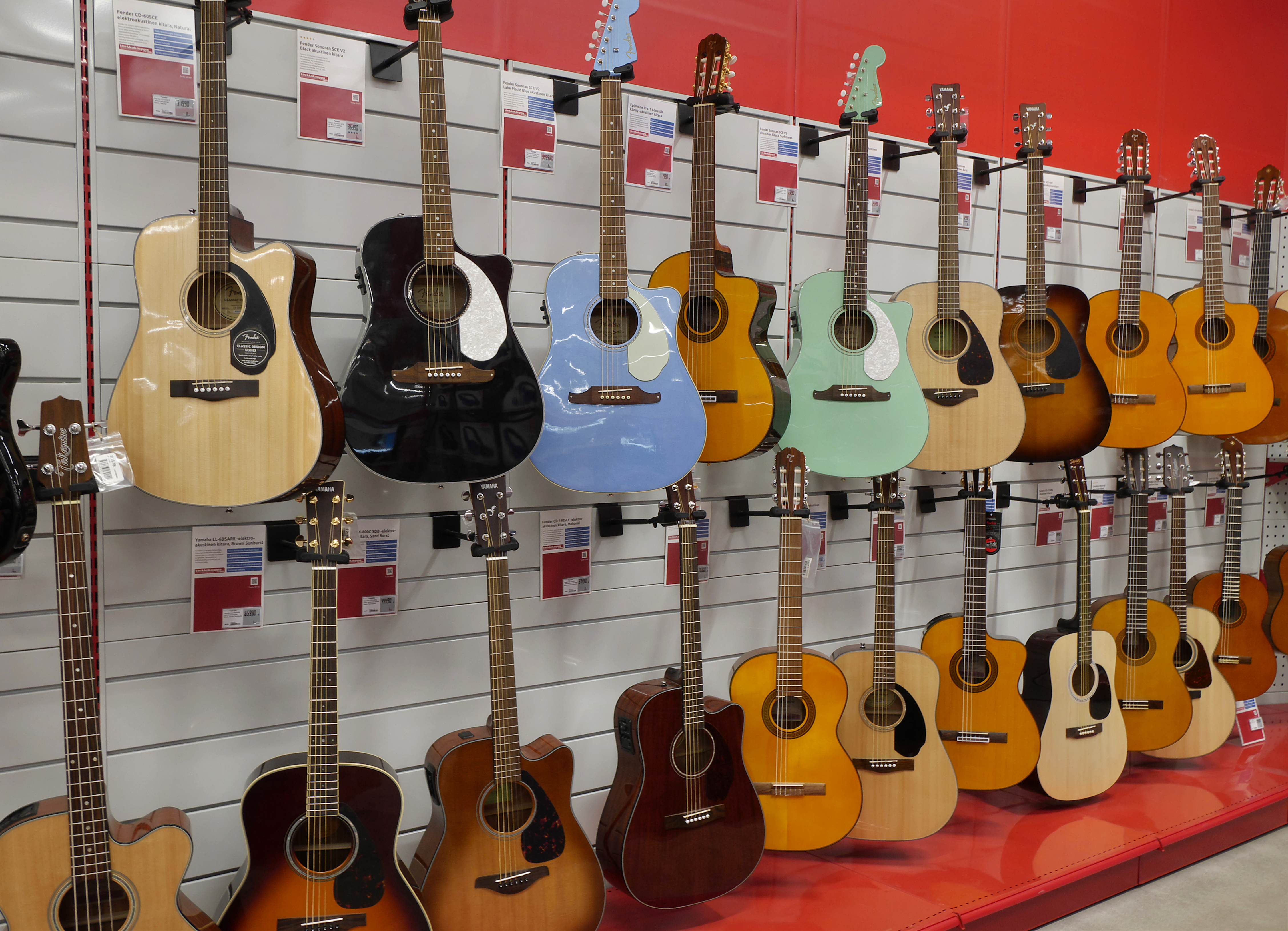
매장에 진열된 다양한 어쿠스틱 기타들. 스틸 스트링 어쿠스틱 기타와 클래식 기타 유형 악기가 포함된다.

역사적 및 현대적 어쿠스틱 기타는 디자인과 구조면에서 매우 다양하다. 가장 중요한 종류로는 클래식 기타(스페인 기타/나일론 현), 스틸 스트링 어쿠스틱 기타 및 콜롬비아 티플이 있다.
- 나일론/거트 현 기타:
  - 비우엘라
  - 기턴
  - 차랑고
  - 콰트로
  - 우쿨렐레
  - 바로크 기타
  - 낭만주의 기타
  - 클래식 기타, 원본 기타의 현대 버전, 추가 현 모델 포함:
    - 7현 기타
    - 8현 기타
    - 9현 기타
    - 10현 기타
    - 11현 기타
    - 13현 기타

  - 플라멩코 기타
  - 류트
- 스틸 현 기타:
  - 스틸 스트링 어쿠스틱 기타, 웨스턴, 포크 또는 컨트리 기타로도 알려져 있으며, 12현 기타 모델 포함
  - 콜롬비아 티플
  - 공명 기타 (도브로 등)
  - 아치탑 기타
  - 셀머/마카페리 (마누슈) 기타
  - 바텐테 기타
  - 랩 스틸 기타
  - 랩 슬라이드 기타
  - 팔러 기타
  - 리라 기타
- 기타 변형:
  - 하프 기타
  - 피카소 기타 (하프 기타의 변형)
  - 콘트라기타 (하프 기타의 빈 변형)
  - 어쿠스틱 베이스 기타
  - 밴조 기타

### 바디 모양

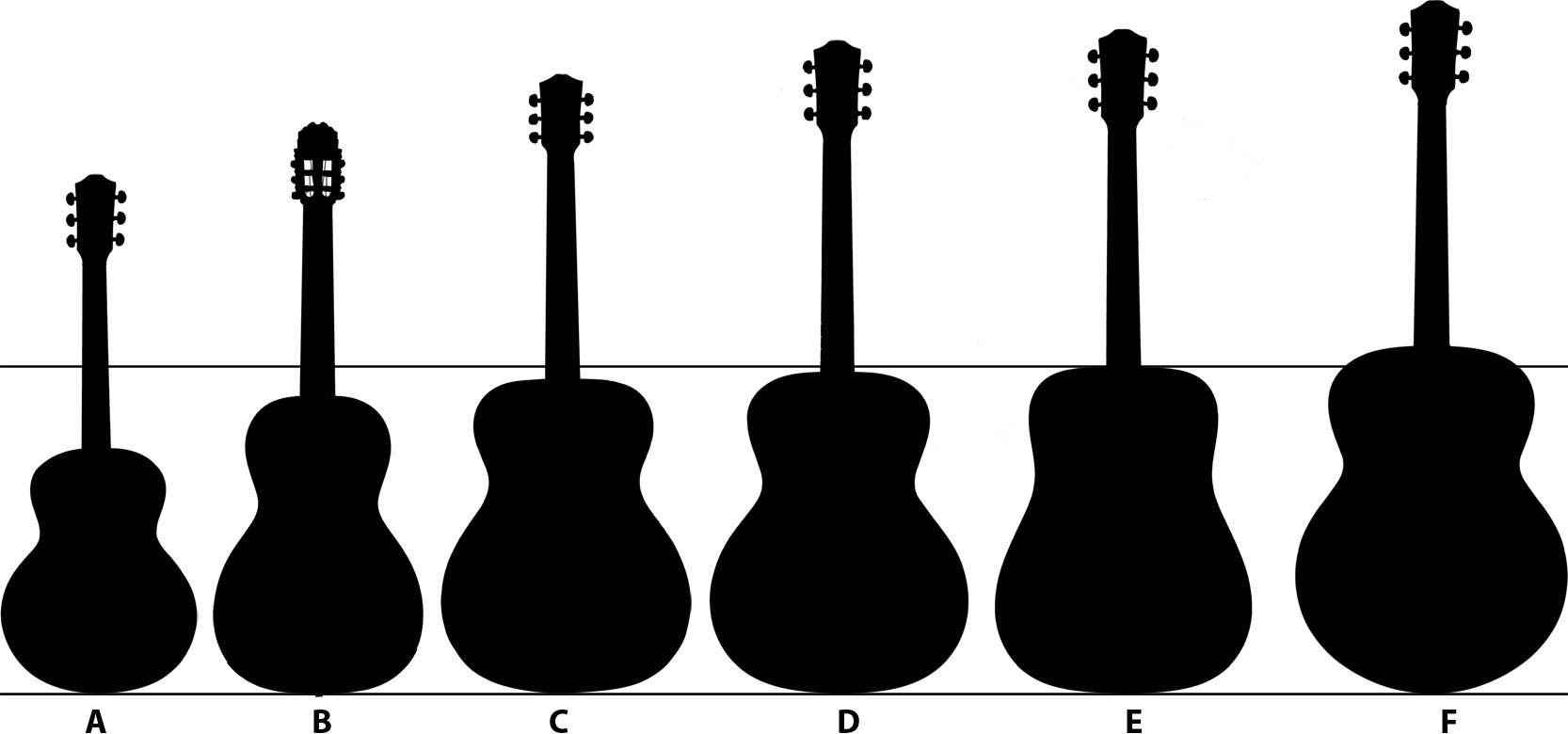
일반적인 기타 바디 모양:
A–레인지, B–팔러, C–그랜드 콘서트, D–오디토리움, E–드레드노트, F–점보

현대 어쿠스틱 기타의 일반적인 바디 모양, 가장 작은 것부터 가장 큰 것 순서:
레인지 – 가장 작은 일반적인 바디 모양으로, 때로는 미니 점보라고 불리며 점보 형태 기타 크기의 4분의 3 정도이다. 레인지 형태는 일반적으로 작은 바디에서 음향 전달력을 향상시키기 위해 둥근 뒷면을 가진다. 작은 바디와 스케일 길이 덕분에 레인지 기타는 큰 바디 기타로 힘들어하는 연주자들에게 좋은 선택이 된다.
팔러 – 팔러 기타는 작고 컴팩트한 바디를 가지고 있으며, 섬세한 음색과 함께 "강렬한" 소리를 낸다고 묘사되었다. 일반적으로 12개의 개방 프렛을 가지고 있다. 작은 바디 덕분에 팔러는 큰 바디 기타가 불편하다고 느끼는 연주자들에게 더 편안한 선택이 된다.
그랜드 콘서트 – 이 중간 크기의 바디 모양은 다른 풀 사이즈 기타만큼 깊지 않지만, 전체적인 허리선이 뚜렷하다. 바디가 작기 때문에 그랜드 콘서트 기타는 더욱 제어된 배음을 가지며, 녹음 시 음향 전달력 때문에 자주 사용된다.
오디토리움 – 드레드노트 바디 모양과 크기는 유사하지만, 허리선이 훨씬 더 뚜렷하다. 이 일반적인 바디 모양은 제조업체에 따라 "오케스트라" 스타일 기타라고도 불린다. 허리선이 이동하면서 다른 음색이 두드러지게 된다. 오디토리움 바디 모양은 드레드노트와 같은 다른 모양에 비해 비교적 새로운 바디이다.
드레드노트 – 이것은 고전적인 기타 바디 모양이다. 이 스타일은 마틴 기타에 의해 "클래식" 스타일 기타보다 더 깊은 소리와 매우 공명적인 베이스를 내도록 설계되었다. 바디가 크고 기타의 허리선이 오디토리움 및 그랜드 콘서트 바디만큼 뚜렷하지 않다. 많은 드레드노트 변형이 생산되며, 가장 주목할 만한 것 중 하나는 깁슨 J-45이다.
점보 – 어쿠스틱 기타에서 가장 큰 표준 기타 바디 모양이다. 점보는 오디토리움보다 크지만 비슷한 비율을 가지며, 일반적으로 드레드노트와 유사한 깊은 음색을 제공하도록 설계되었다. 깁슨에 의해 드레드노트와 경쟁하기 위해 설계되었지만, 더 큰 볼륨과 서스테인을 위해 최대 공명 공간을 제공한다. 이 스타일의 가장 대표적인 예는 깁슨 J-200이지만, 드레드노트와 마찬가지로 대부분의 기타 제조업체는 적어도 하나의 점보 모델을 가지고 있다.

## 연주 기법
어쿠스틱 기타는 다양한 장르와 음악 스타일에서 연주되며, 각 스타일은 다른 연주 기법을 특징으로 한다. 가장 일반적으로 사용되는 기법 중 일부는 다음과 같다:

### 스트러밍
스트러밍은 피킹 핸드(오른손잡이라면 오른손; 왼손잡이라면 왼손)로 현을 위아래로 리드미컬하게 움직이는 것을 포함하며, 반대쪽("프레팅") 손은 화음 모양을 만든다. 이는 기타 피크를 사용하거나 사용하지 않고 수행할 수 있으며, 연주자가 선명하거나 더 둔하고 혼합된 소리를 원하는지에 따라 달라진다. 많은 일반적인 스트러밍 패턴이 있으며, 주어진 노래의 특정 박자표에 따라 연주된다. 간단한 정박 스트러밍은 일반적으로 기타 연주자들이 배우는 첫 번째이자 가장 덜 복잡한 기법이다. 기타 연주자들은 또한 패턴을 번갈아 가거나 특정 박자에 스트럼을 강조하여 노래에 리듬, 특징 및 독특한 스타일을 추가할 수 있다. 스트럼 기법을 특징으로 하는 노래의 예로는 톰 페티의 "Free Fallin'"이 있으며, 여기에서는 완전한 개방 화음 스트럼을 들을 수 있다.

### 핑거스타일
핑거스타일은 핑거피킹으로도 알려져 있으며, 피킹 손으로 현을 패턴에 따라 뜯는 것을 포함한다. 이 기법은 전체 화음 스트럼보다는 선율 패턴으로 특정 음을 연주하는 데 중점을 둔다. 기타 연주자들은 스페인어를 기반으로 "p"(pulgar), "i"(indice), "m"(medio), "a"(annular)로 표기되는 엄지, 검지, 중지, 약지를 사용한다. 악보나 타브 악보의 이 "PIMA" 약어는 기타 연주자에게 주어진 피킹 패턴에서 어떤 피킹 손가락으로 현을 뜯을지 알려준다. 현을 아래로 뜯을 때, 이 기법은 노래에 움직임과 선율을 더하는 명확하고 또렷한 소리를 만들어낸다. 핑거스타일의 변형 중 하나는 "퍼커시브 핑거스타일"로, 기타 연주자들이 전통적인 핑거스타일에 기타 몸통을 리드미컬하게 두드리거나 쳐서 타악기 소리를 모방하는 것을 결합한다. 핑거스타일 기법을 특징으로 하는 노래의 예로는 플리트우드 맥의 "Landslide"가 있으며, 여기에서는 전체 스트럼 대신 뜯는 움직이는 음들을 들을 수 있다.

#### 슬라이드
슬라이드 기타는 어쿠스틱, 스틸 어쿠스틱 및 일렉 기타에서 연주할 수 있는 일반적인 기법이다. 주로 블루스, 록, 컨트리 장르에서 사용된다. 이 기법으로 연주할 때, 기타 연주자들은 프레팅 손가락 중 하나에 작은 금속, 유리 또는 플라스틱 튜브를 착용하고 개별 프렛을 굳게 누르기보다는 핑거보드를 가로질러 미끄러뜨린다. 피킹 손은 평소처럼 스트럼하거나 뜯는다. 이것은 음과 화음 사이를 부드럽고 혼합된 전환으로 만드는데, 이를 글리산도라고 한다. 슬라이드 기법을 특징으로 하는 노래의 예로는 본 이베어의 "For Emma, Forever Ago"가 있으며, 노래 전반에 걸쳐 이음새 없는 슬라이딩 선율을 들을 수 있다.

## 갤러리

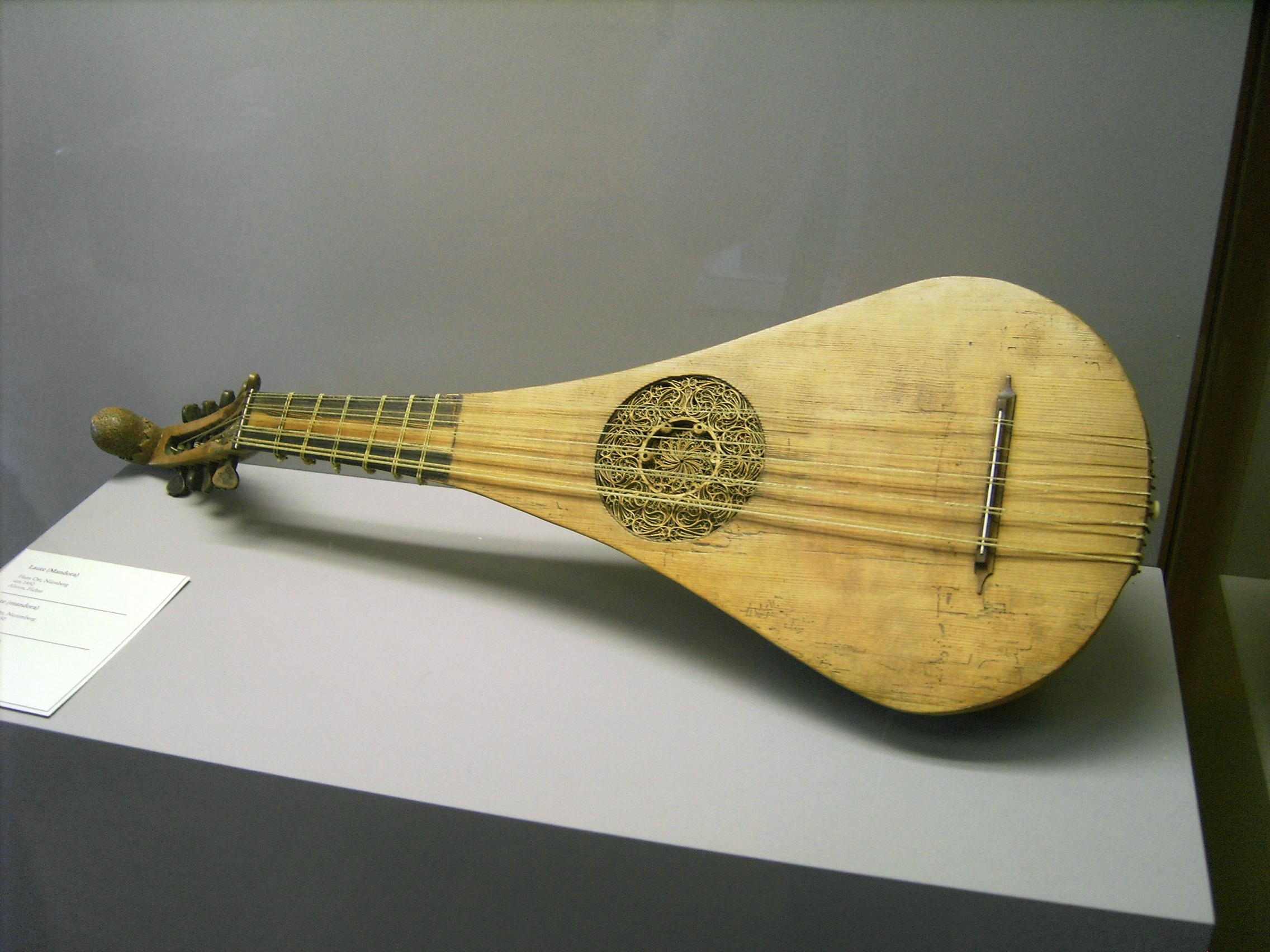
기턴 (1450)
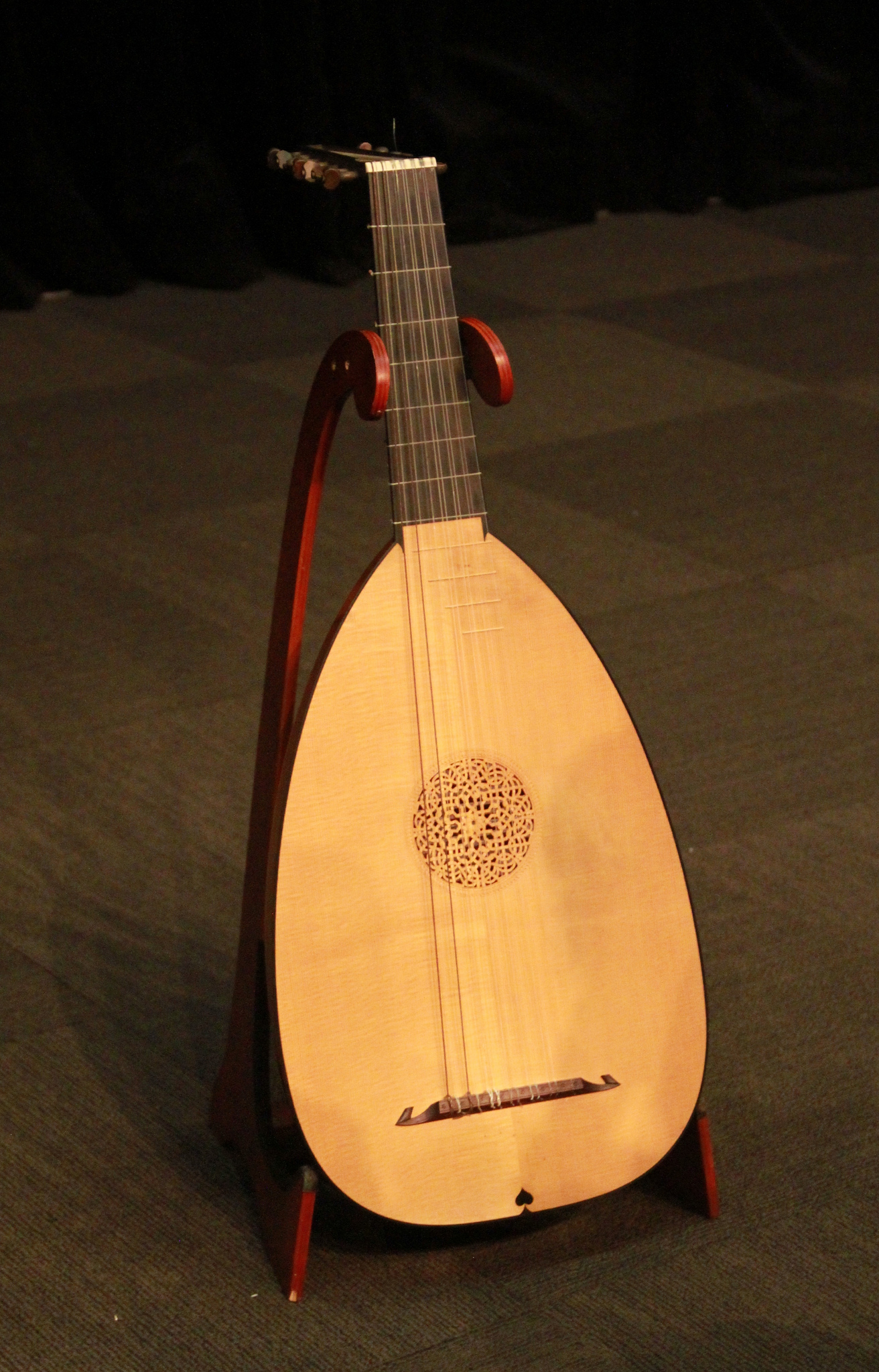
류트 (17세기)
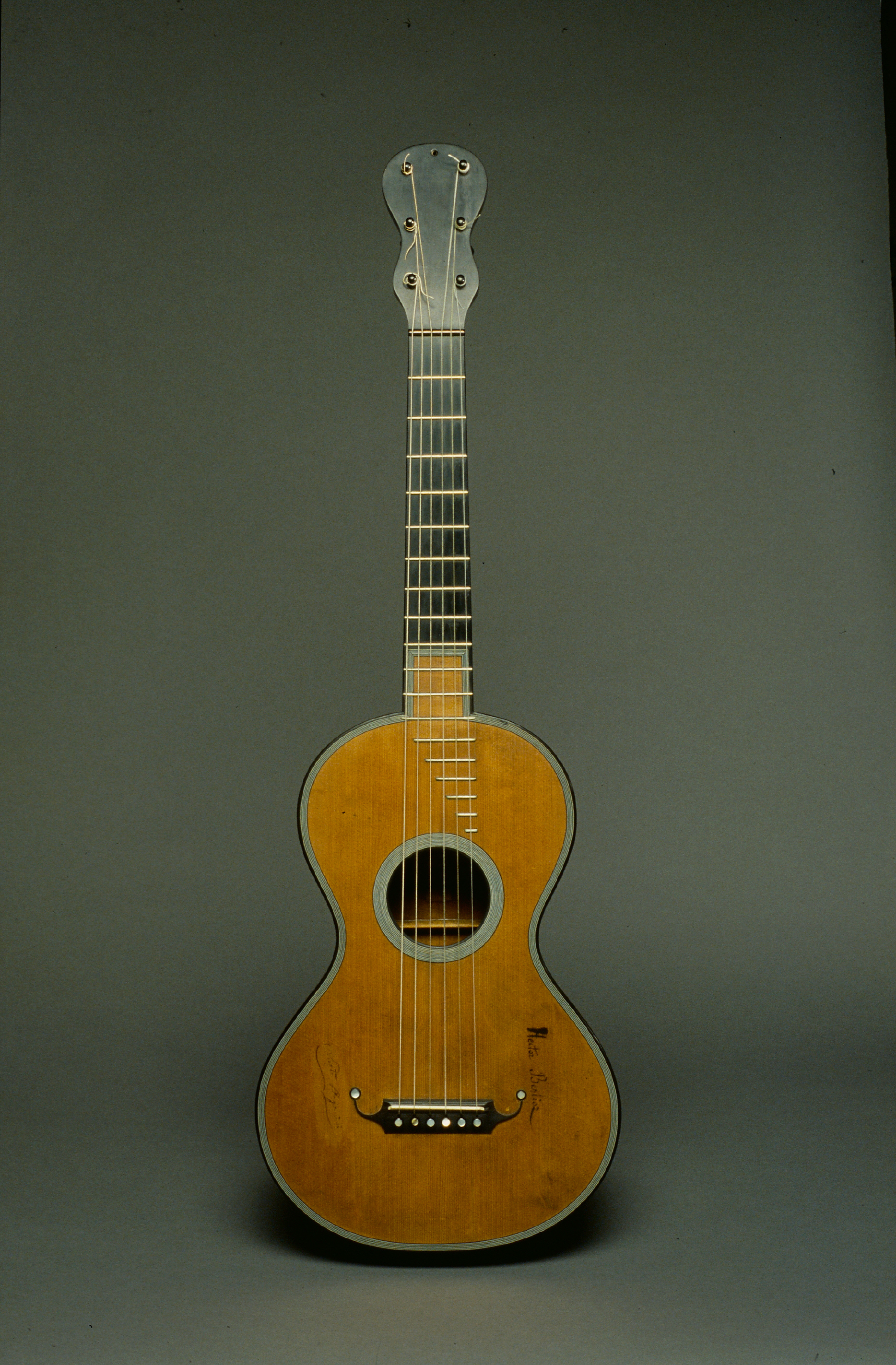
낭만주의 기타 (c. 1830)
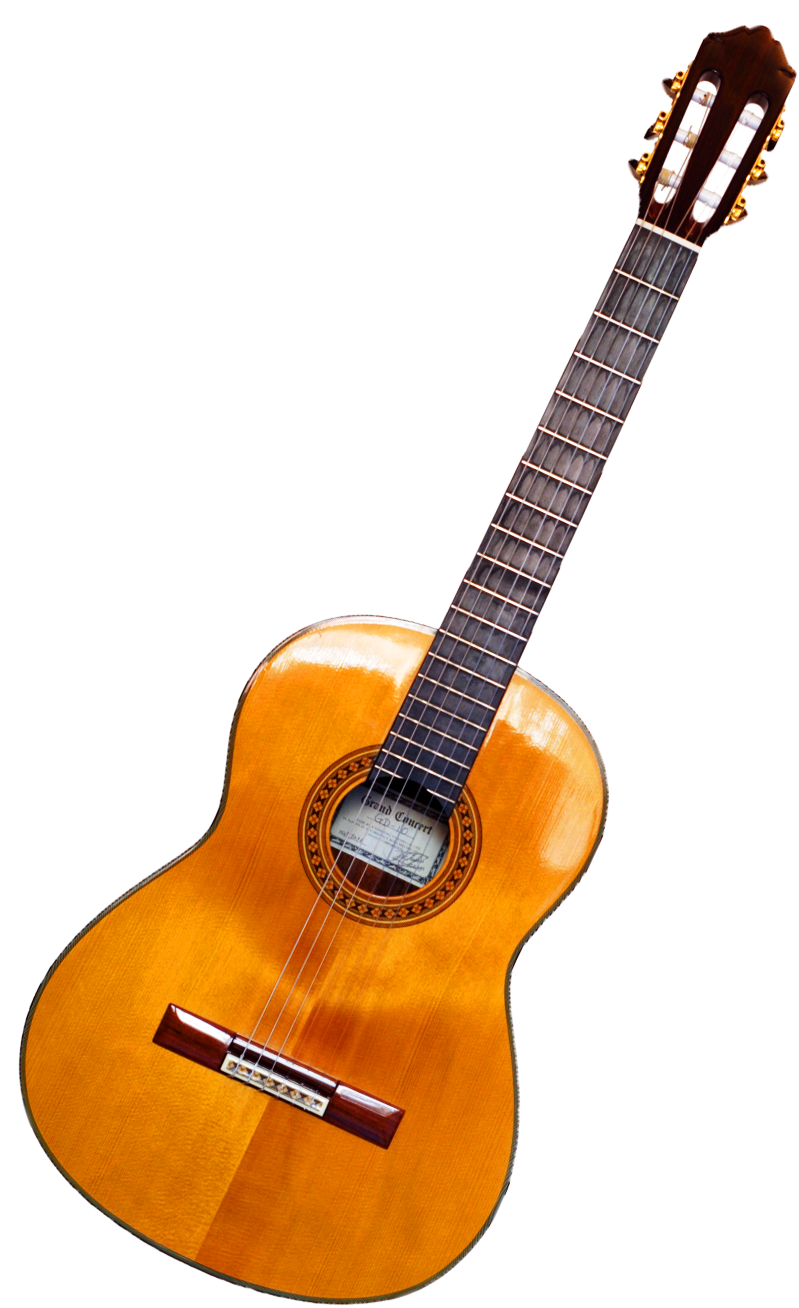
클래식 기타
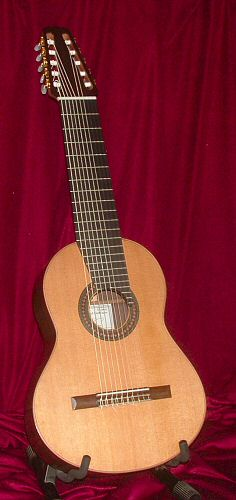
10현 기타
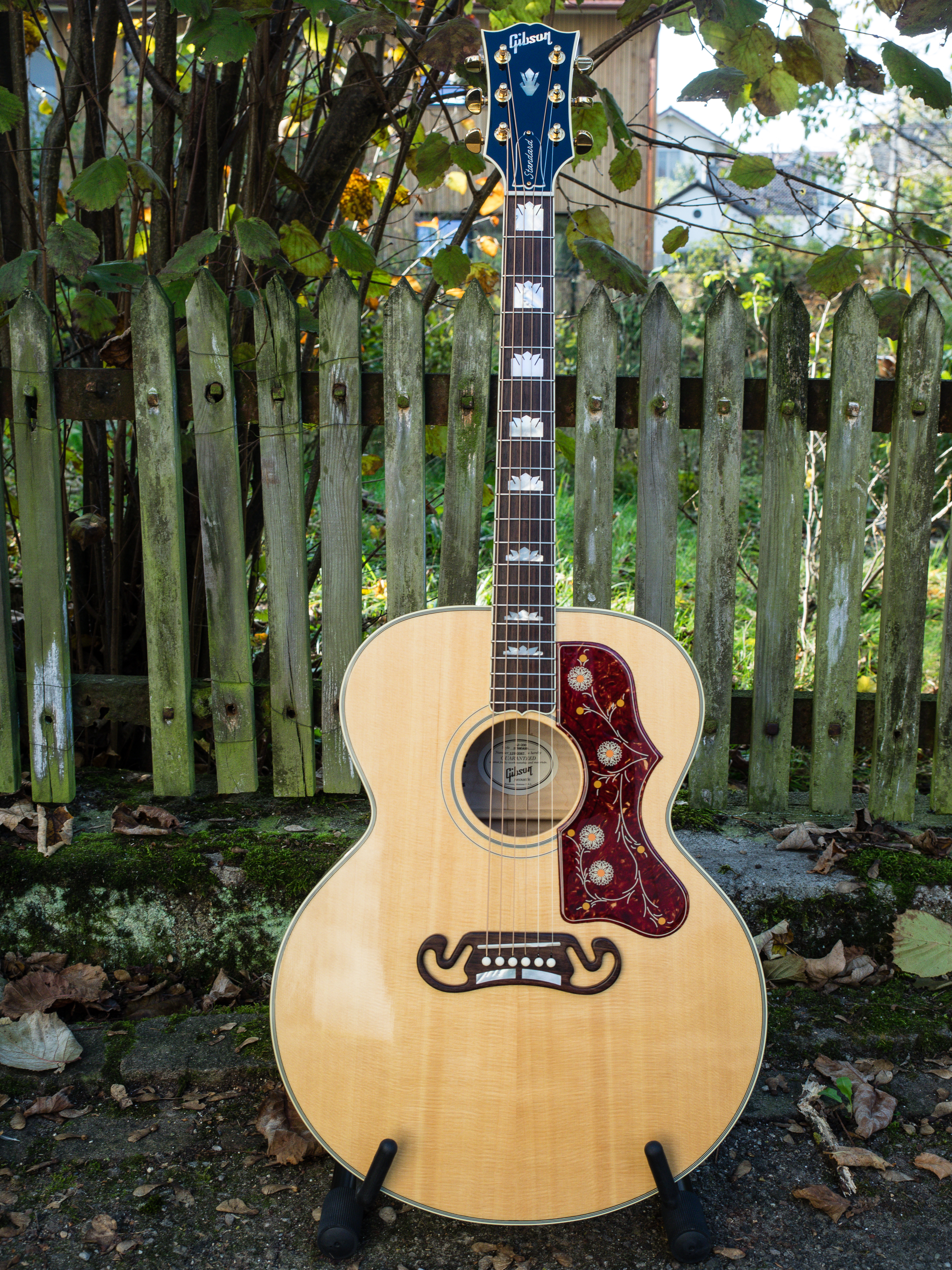
스틸 스트링 어쿠스틱 기타
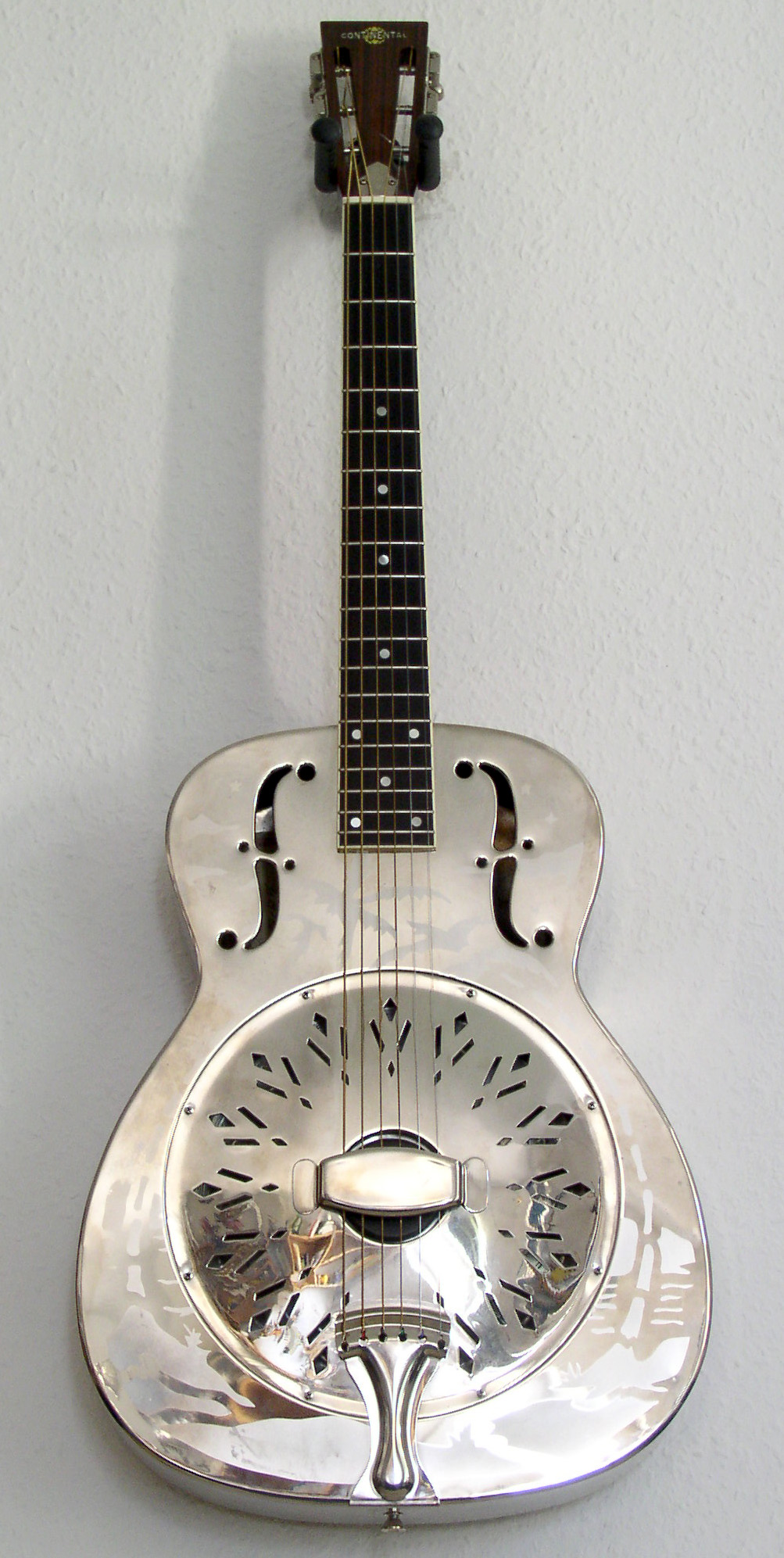
공명 기타
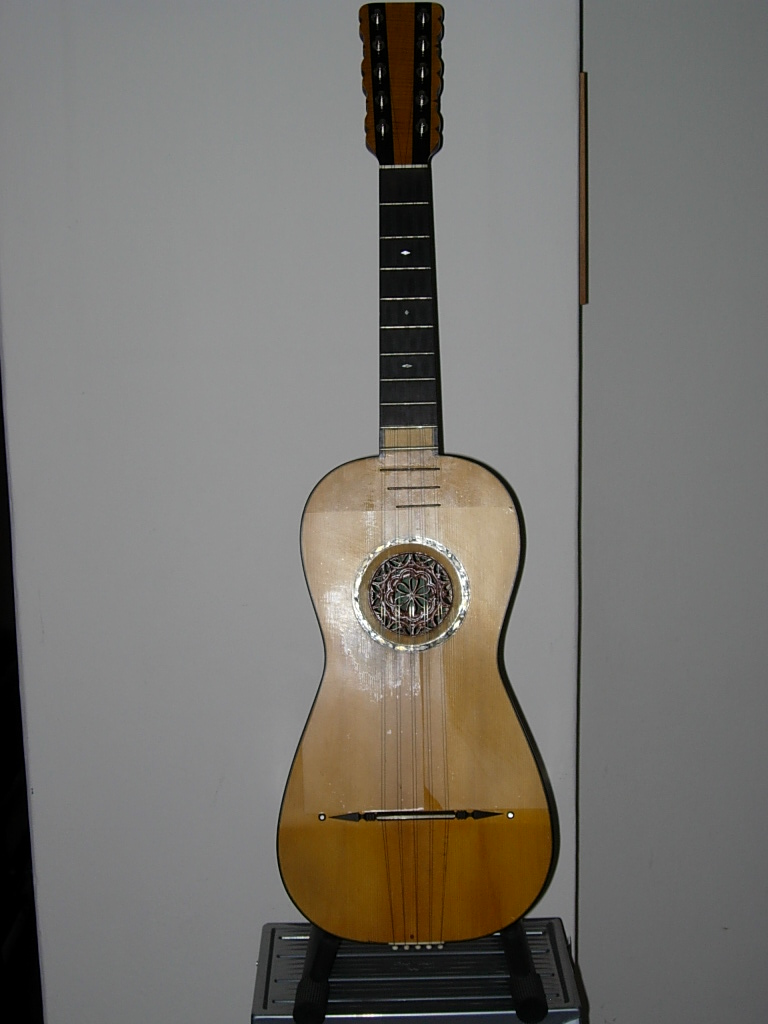
키타라 바텐테
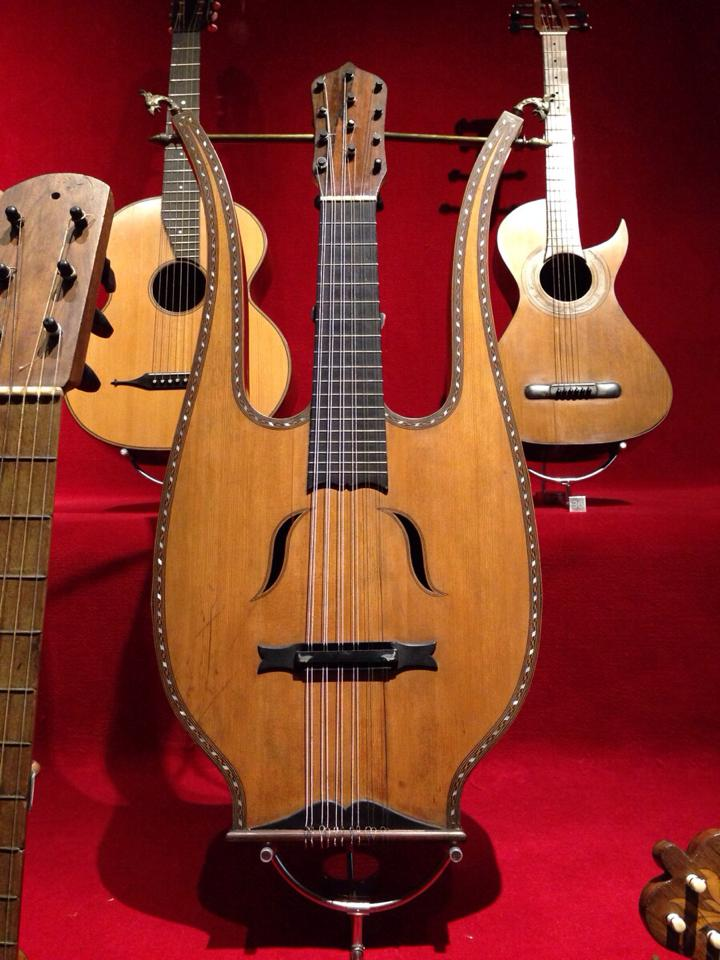
리라 기타
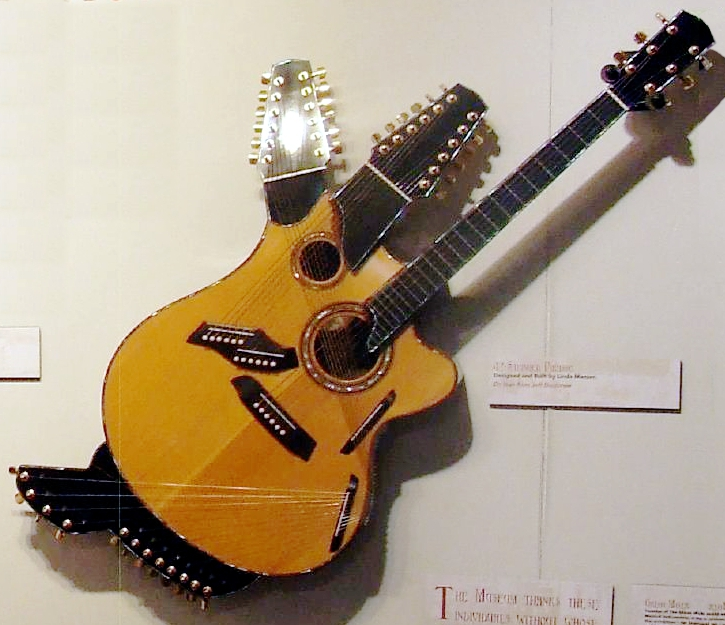
피카소 기타
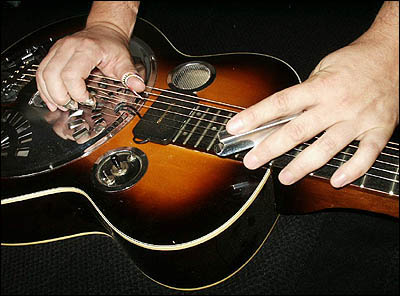
스틸 기타 (c. 1920)
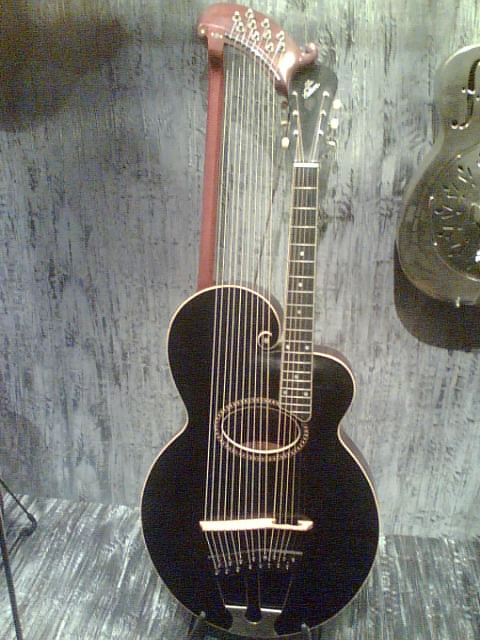
하프 기타
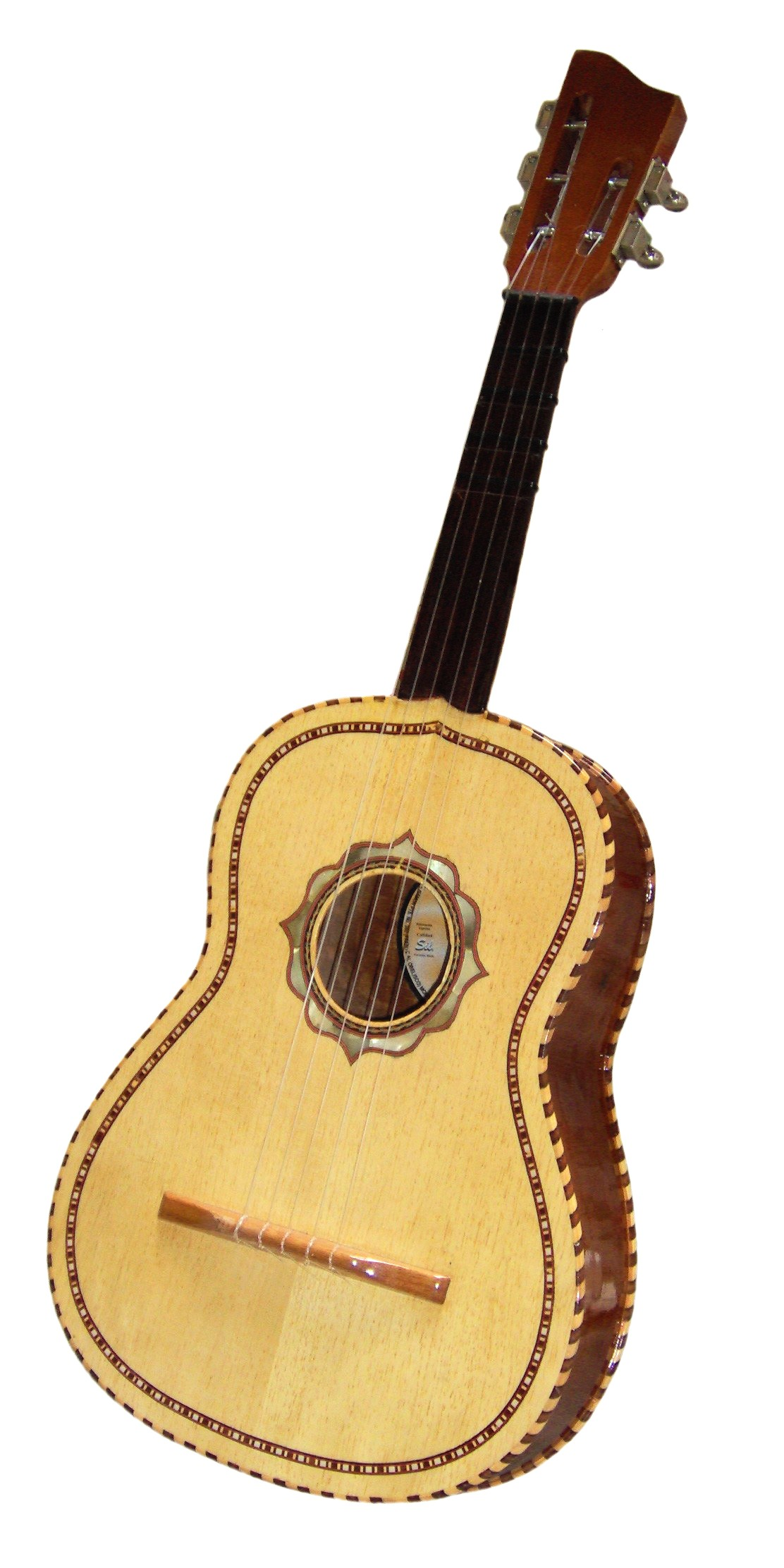
멕시코 비우엘라
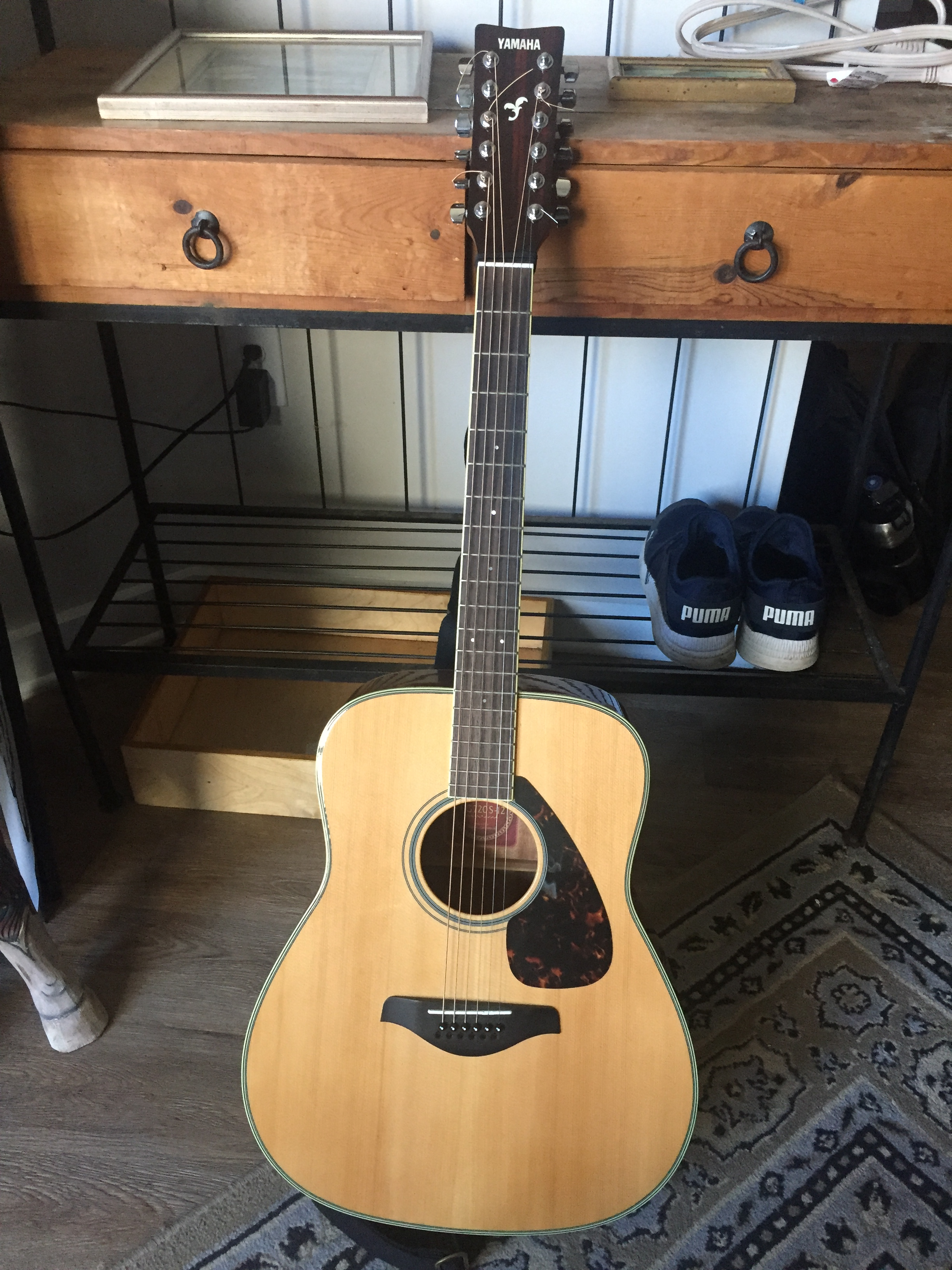
12현 기타
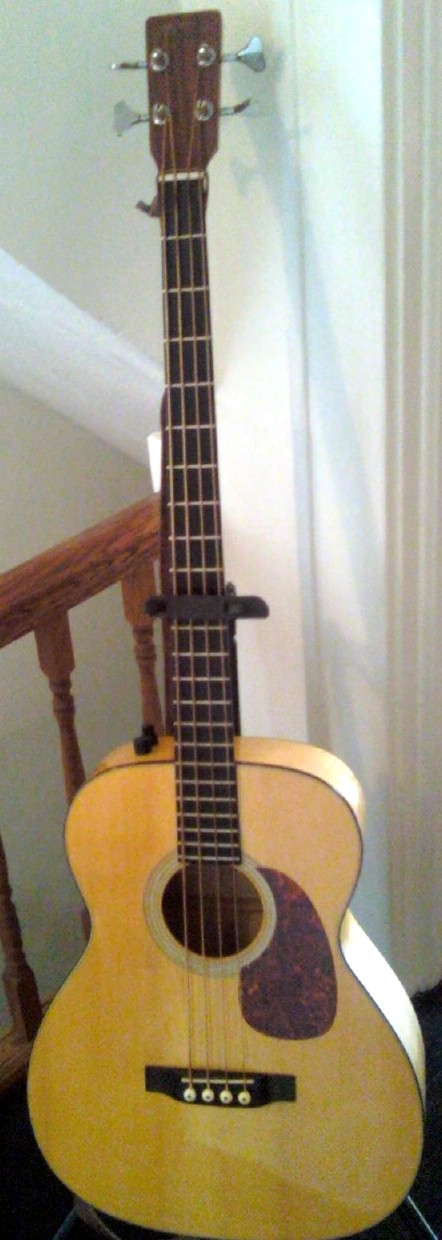
어쿠스틱 베이스 기타